# Калу, Чиньере
Чиньере Калу (англ. Chinyere Kalu; род. 1970, Нигерия) — первая нигерийская женщина-пилот коммерческой авиации и первая женщина из Нигерии, которая управляла самолётом. Была ректором и главным исполнительным директором Нигерийского колледжа авиационных технологий в штате Кадуна с октября 2011 года по февраль 2014 года.

## Биография
Уроженка Аквете в штате Абиа, Восточная Нигерия. Осталась жить с матерью после развода родителей. Выросла в большой семье, где пользовалась поддержкой. Решила начать карьеру в авиации под влиянием тёти, увлекавшейся заграничными путешествиями. Получила начальное образование в англиканской женской гимназии в Ябе штат Лагос, прежде чем прошла обучение в качестве частного и коммерческого пилота в 1978 году в Нигерийском колледже авиационных технологий в Зарии. Впоследствии прошла несколько курсов по авиации и транспорту в Великобритании и Соединённых Штатах Америки, прежде чем получила лицензию коммерческого пилота 20 мая 1981 года в Нигерийском колледже авиационных технологий. В октябре 2011 года президент Нигерии Гудлак Джонатан назначил её ректором и главным инструктором Нигерийского колледжа авиационных технологий. В феврале 2014 года её на этой должности сменил капитан Сэмюэл Колкрик.

## Признание
Является членом Зала славы известных нигерийских женщин, а также награждена Орденом Республики, который был ей вручен в 2006 году.
Другие награды, полученные ею, включают в себя: премию African International Achievers Merit Award 2007 года; премию Rare Gems Professional Achievements Award 2007 года и награду Nigeria's 50 Greatest Women of Democratic Administration of Ghana 2012 года.